# Курортное (Дергачёвский район)
Куро́ртное (укр. Курортне; до 2016 г. — Коммуна́р, до 1926 — Соба́чий) — посёлок, Пересечанский поселковый совет, Дергачёвский район, Харьковская область, Украина.
Код КОАТУУ — 6322056502. Население по переписи 2001 года составляет 256 (110/146 м/ж) человек.

## Географическое положение
Посёлок Курортное находится на правом берегу реки Уды, на противоположном берегу — пгт Пересечная, к посёлку примыкает село Березовское, рядом железнодорожная станция Курортная.
В посёлке 85 дворов, он полностью газифицирован, возле посёлка несколько домов отдыха и курорт «Березовские минводы».

## История
- 1920 — основан как хутор Собачий.
- 1926 — переименован в посёлок Коммунар.
- 2016 — переименован в посёлок Курортное.

## Экономика
- Тепличное хозяйство.
- Садовые участки.
- Несколько домов отдыха и курорт «Березовские минводы».